# 上野東インターチェンジ
上野東インターチェンジ（うえのひがしインターチェンジ）は、三重県伊賀市にある名阪国道のインターチェンジである。
伊賀市街への最寄ICの一つで、天理方面から伊賀市役所への最寄ICである。なお、亀山方面から伊賀市役所への最寄ICは友生IC（約1.5 km東方）。
かつて、下り線（天理方面行き）は出口のみのハーフICであったが、後に改良されてフルICとなった。

## 道路
- E25 名阪国道（15番）

## 接続する道路
- 国道422号

## 周辺
- 上野城
- 伊賀流忍者博物館
- 芭蕉翁生家
- 国土交通省中部地方整備局北勢国道事務所上野維持出張所
- 出光サガミSS（ガソリンスタンド、平日・土曜日7:00-22:00、日曜日・祝日7:00-21:00）
- コスモセルフ&カーケアセンター伊賀上野（セルフ式ガソリンスタンド、24H）
- 伊賀鉄道伊賀線 桑町駅

## バス路線
停留所の呼び方は異なるが、停留所の位置は全く同じである。

### 名阪東インター
三重交通
- 31系統：治田西口 行、諏訪下出 行
- 60系統：国道山添 行、上野市駅 行

### 名阪東インター前
上野コミュニティバス（にんまる）
- 内回り循環 西コース：上野市駅 行（経由：イオンタウン伊賀上野・伊賀市役所・白鳳高校前・恵美須町）
- 内回り循環 東コース：上野市駅 行（経由：桑町・恵美須町）

## 隣
E25 名阪国道
(14) 友生IC - (15) 上野東IC - (16) 上野IC